# Rutiderma mollitum
Rutiderma mollitum är en kräftdjursart som beskrevs av John Darby 1965. Rutiderma mollitum ingår i släktet Rutiderma och familjen Rutidermatidae. Inga underarter finns listade i Catalogue of Life.